# Mouhamadou Fall
Mouhamadou Fall N’dao, född 25 februari 1992 i Beaumont-sur-Oise, är en fransk friidrottare som främst tävlar i kortdistanslöpning.

## Karriär
Fall växte upp i Beaumont-sur-Oise och spelade fotboll tills han var 19 år. Han började med friidrott som 23-åring och sprang sitt första lopp på 100 meter på 10,90 sekunder.

### 2018–2019
I augusti 2018 var Fall en del av Frankrikes stafettlag tillsammans med Mickaël-Méba Zeze, Marvin René och Stuart Dutamby som slutade på fjärde plats på 4×100 meter vid EM i Berlin. I maj 2019 var han en del av stafettlaget tillsammans med Stuart Dutamby, Jimmy Vicaut och Mickaël-Méba Zeze som slutade på femte plats vid stafett-VM i Yokohama.
I juli 2019 vid franska mästerskapen i Saint-Étienne förbättrade Fall sitt personbästa på 100 meter till 10,12 sekunder i försöksheatet, men blev sedan diskvalificerad i finalen efter en tjuvstart. Han tog dock guld på 200 meter efter ett lopp på 20,34 sekunder och kvalificerade sig för VM 2019 i Doha. I augusti 2023 tog Fall brons på 200 meter vid europeiska lagmästerskapen i Bydgoszcz efter att slutat bakom brittiske Richard Kilty och italienske Eseosa Desalu. Följande månad tävlade han vid VM i Doha men tog sig inte vidare från försöksheatet på 200 meter. Fall var även den av Frankrikes stafettlag på 4×100 meter men sprang endast i försöksheatet och blev utbytt till finalen.

### 2020–2021
I september 2020 vid franska mästerskapen i Albi tog Fall sitt första guld på 100 meter efter ett lopp på 10,16 sekunder och besegrade då regerande mästaren Amaury Golitin med tre hundradelar. I februari 2021 vid franska inomhusmästerskapen i Miramas blev han fransk mästare på 60 meter efter ett lopp på 6,64 sekunder. Följande månad tävlade Fall vid inomhus-EM i Toruń men blev utslagen i semifinalen på 60 meter.
I maj 2021 tog Fall guld på 100 meter vid europeiska lagmästerskapen i Chorzów efter ett lopp på 10,28 sekunder samt var en del av Frankrikes stafettlag som inte lyckades gå vidare till finalen på 4×100 meter vid stafett-VM i Chorzów. Följande månad tog han guld på både 100 och 200 meter vid franska mästerskapen i Angers.
I augusti 2021 var Fall en del av Frankrikes stafettlag tillsammans med Jimmy Vicaut och bröderna Méba-Mickaël Zeze och Ryan Zeze som inte gick vidare från försöksheatet på 4×100 meter vid OS i Tokyo. Under samma månad sprang han 100 meter på 9,97 sekunder vid en tävling i La Chaux-de-Fonds, dock med för hög medvind för att räknas som nytt personbästa. En vecka senare sprang Fall 100 meter på 10,08 sekunder vid en tävling i Bern, denna gången med godkänd medvind och det kunde räknas som ett nytt personbästa. Han avslutade sedan säsongen med att ännu en gång förbättra sitt personbästa till 10,04 sekunder vid en tävling i Nairobi.

### 2022–2023
I juni 2022 vid franska mästerskapen i Caen tog Fall sitt tredje raka guld på 100 meter samt brons på 200 meter. Följande månad tävlade han vid VM i Eugene men tog sig inte vidare från försöksheatet på 200 meter. I augusti 2022 tävlade Fall i både 100 och 200 meter vid EM i München. Han tog sig till final och slutade på femte plats på 100 meter samt tog sig till semifinal på 200 meter.
I juli 2023 vid franska mästerskapen i Albi tog Fall sitt fjärde raka guld på 100 meter samt silver på 200 meter. Följande månad tävlade han vid VM i Budapest men tog inte vidare från försöksheatet på 100 meter. Fall var även en del av Frankrikes stafettlag tillsammans med Pablo Matéo och bröderna Méba-Mickaël Zeze och Ryan Zeze som slutade på sjätte plats på 4×100 meter.

## Tävlingar

### Internationella
| År                     | Tävling                        | Plats                  | Placering              | Gren                   | Tid                    |
| Tävlande för Frankrike | Tävlande för Frankrike         | Tävlande för Frankrike | Tävlande för Frankrike | Tävlande för Frankrike | Tävlande för Frankrike |
| ---------------------- | ------------------------------ | ---------------------- | ---------------------- | ---------------------- | ---------------------- |
| 2018                   | Europamästerskapen             | Berlin                 | 4:e                    | 4 × 100 m stafett      | 38,51 s                |
| 2019                   | Stafett-VM                     | Yokohama               | 5:e                    | 4 × 100 m stafett      | 38,31 s                |
| 2019                   | Europeiska lagmästerskapen     | Bydgoszcz              | 3:e                    | 200 meter              | 20,70 s                |
| 2019                   | Världsmästerskapen             | Doha                   | 32:a (h)               | 200 meter              | 20,63 s                |
| 2019                   | Världsmästerskapen             | Doha                   | 5:e (h)                | 4 × 100 m stafett      | 37,88 s                |
| 2021                   | Europeiska inomhusmästerskapen | Toruń                  | 9:e (sf)               | 60 meter               | 6,64 s                 |
| 2021                   | Stafett-VM                     | Chorzów                | 10:e (h)               | 4 × 100 m stafett      | 39,08 s                |
| 2021                   | Europeiska lagmästerskapen     | Chorzów                | 1:a                    | 100 meter              | 10,28 s                |
| 2021                   | Olympiska sommarspelen         | Tokyo                  | 11:e                   | 4 × 100 m stafett      | 38,18 s                |
| 2022                   | Världsmästerskapen             | Eugene                 | 40:e (h)               | 200 meter              | 20,83 s                |
| 2022                   | Europamästerskapen             | München                | 5:e                    | 100 meter              | 10,17 s                |
| 2022                   | Europamästerskapen             | München                | 19:e (sf)              | 200 meter              | 20,83 s                |
| 2023                   | Världsmästerskapen             | Budapest               | 27:e (h)               | 100 meter              | 10,19 s                |
| 2023                   | Världsmästerskapen             | Budapest               | 6:e                    | 4 × 100 m stafett      | 38,06 s                |

### Nationella
| - Franska friidrottsmästerskapen (utomhus): - 2018: Brons – 100 meter (10,22 sekunder, Albi) - 2019: Guld – 200 meter (20,34 sekunder, Saint-Étienne) - 2020: Guld – 100 meter (10,16 sekunder, Albi) - 2021: Guld – 100 meter (10,29 sekunder, Angers) - 2021: Guld – 200 meter (20,61 sekunder, Angers) - 2022: Guld – 100 meter (10,19 sekunder, Caen) - 2022: Brons – 200 meter (20,50 sekunder, Caen) - 2023: Guld – 100 meter (10,14 sekunder, Albi) - 2023: Silver – 200 meter (20,38 sekunder, Albi) | - Franska friidrottsmästerskapen (inomhus): - 2021: Guld – 60 meter (6,64 sekunder, Miramas) |

## Personliga rekord
| Utomhus - 100 meter – 10,04 (Nairobi, 18 september 2021) - 200 meter – 20,24 (Tucson, 29 april 2023) | Inomhus - 60 meter – 6,60 (Madrid, 24 februari 2021) - 200 meter – 20,72 (Albuquerque, 21 januari 2023) |